# Rubus elegantulus
Rubus elegantulus är en rosväxtart som beskrevs av Blanchard. Rubus elegantulus ingår i släktet rubusar, och familjen rosväxter. Inga underarter finns listade i Catalogue of Life.